# 林衍
林 衍（イム・ヨン、? - 至元7年2月25日（1270年3月18日））は、高麗の武臣。武臣政権の第10代執権者。

## 生涯
本貫は鎮州林氏で、林承柱と名付けられたが、林衍の実父の出自は不明で、鎮州に住み、州吏の娘と結婚したことで、林衍も同地で育った。林衍はもともと大将軍の宋彦祥（ソン・ヨンサン）の部下であった。当時、ある男の林孝侯と林衍の妻が浮気していた。林衍はそれを知った後、林孝侯の妻に誘われて復讐を果たした。また、林孝侯がその問題を報告したが、金俊は林衍の壮勇を賞賛し、彼を救うために最善を尽くし、部下として働くように彼に勧めた。林衍は金俊を自身の義父として仕えた。
若い時は高麗に侵攻したモンゴル軍と戦って頭角を現した。高宗45年（1258年）、金俊とともに崔氏政権を打倒し、衛社功臣となった。元宗9年（1268年）、モンゴルに接近しようとする王室と対立した金俊を殺害して実権を握るが、国王元宗に疎んじられていることを知ると廃位を図り、海島への配流を企てる。侍中李蔵用の仲裁によって配流は中止となるものの、元宗に代わって弟の安慶公王淐を王位につける。一方、元宗の廃位を知った世子の王諶（後の忠烈王）はクビライに助けを乞い、モンゴルの懲罰を恐れた林衍は元宗を復位させる。しかし、クビライは林衍の罪状を追及するために燕京への入朝を命じ、これを拒否した林衍は心配のあまり背中に腫れものができた。
このように高麗朝廷が混乱した隙を狙って崔坦らが反乱を起こし、西京（東寧府）を初めとする西北地方の60余城をモンゴルに捧げ投降した。林衍はあくまでも反モンゴルの姿勢をとり、迎撃の準備を整えるがその最中に病死した。死後は子の林惟茂が政権を引き継ぐも結局は殺され、林衍の一族と家臣は皆失脚した。

## 文化に見られる林衍
- 『武神』（文化放送、2012年、俳優：アン・ジェモ）、（大蔵経1000年特別企画ドラマ）